# Stefan Reinartz
Stefan Reinartz (Engelskirchen, 1 januari 1989) is een Duits voormalig voetballer die bij voorkeur als defensieve middenvelder speelde. Hij kwam tussen 2008 en 2016 uit voor Bayer 04 Leverkusen, op huurbasis voor Nürnberg en ten slotte voor Eintracht Frankfurt. Reinartz speelde drie interlands in het Duits voetbalelftal. In mei 2016 stopte hij op 27-jarige leeftijd met profvoetbal vanwege aanhoudend blessureleed.

## Clubcarrière
Reinartz werd op tienjarige leeftijd opgenomen in de jeugdopleiding van Bayer Leverkusen. Daarvoor speelde hij bij Heiligenhauser SV en Bergisch Gladbach 09. Leverkusen verhuurde Reinartz in januari 2009 voor een half jaar aan Nürnberg, op dat moment spelend in de 2. Bundesliga. Namens deze club debuteerde hij een maand later in het betaald voetbal, tegen Kaiserslautern. Reinartz speelde op 31 juli 2009 vervolgens zijn eerste wedstrijd voor de hoofdmacht van Leverkusen, in een wedstrijd in het toernooi om de DFB-Pokal tegen SV Babelsberg 03. Op 6 november 2009 scoorde hij zijn eerste doelpunt op het hoogste niveau, tegen Eintracht Frankfurt.
Reinartz tekende in mei 2015 een contract tot medio 2017 bij Eintracht Frankfurt. Dat nam hem zo per 1 juli van dat jaar transfervrij over. Hij kwam dat jaar vijftien competitiewedstrijden uit voor de club. In mei 2016 stopte hij op 27-jarige leeftijd met profvoetbal vanwege aanhoudend blessureleed.

## Interlandcarrière
Reinartz kwam uit voor diverse Duitse jeugdelftallen. Hij debuteerde op 13 mei 2010 in het Duits voetbalelftal, in de oefeninterland tegen Malta. Zijn tweede interland volgde drie jaar later. Op 2 juni 2013 mocht hij in de basiself starten in een oefeninterland tegen de Verenigde Staten.